# They Say
They Say var den första singeln som bandet Scars on Broadway släppte. Låten fanns att ladda ner från bandets officiella sida (efter en nedräkning på hemsidan), från deras MySpace-sida och från Itunes (där den senare blev "Free Single of the Week" för vecka 29 år 2008). "They Say" finns även att ladda ner till spelen Rock Band och Rock Band 2 och den finns även med i spelen Guitar Hero 5 och Colin McRae: Dirt 2. "They Say" kom på plats 1 på Amazon.coms lista The Best Songs of 2008 - Rock och på plats 46 på listan The KROQ Top 106.7 Songs of 2008. Musikvideon hade premiär på Yahoo! Music Page den 27 juni 2008. Musikvideon finns även att köpa från Itunes och den följer med som bonusmaterial för alla som förhandsbokade debutalbumet därifrån.

## Låtlista
Alla låtar är skrivna och komponerade av Daron Malakian, om inte annat anges. 
| Nr | Titel                 | Längd |
| -- | --------------------- | ----- |
| 1. | They Say (Censurerad) | 2:46  |
| 2. | They Say              | 2:46  |

| 1. | They Say | 2:52 |

| 1. | They Say (Censurerad) | 2:46 |
| 2. | They Say              | 2:46 |

| 1. | They Say (Censurerad) | 2:50 |
| 2. | They Say              | 2:50 |

| 1. | They Say     | 2:48 |
| 2. | Hungry Ghost | 3:37 |

| 1. | They Say | 2:46 |
| 2. | They Say | 2:46 |